# هایوانا ناکیا (آریزونا)
هایوانا ناکیا (به انگلیسی: Haivana Nakya) یک منطقهٔ مسکونی در ایالات متحده آمریکا است که در شهرستان پیما، آریزونا واقع شده‌است. هایوانا ناکیا ۴٫۸۲ کیلومتر مربع مساحت و ۵٬۵۲۳ نفر جمعیت دارد و ۸۷ متر بالاتر از سطح دریا واقع شده‌است.